# 加藤省吾
加藤 省吾（かとう しょうご、1914年7月30日 - 2000年5月1日）は、静岡県富士市出身の作詞家。孫は声優の加藤有生子。

## 概要
青春時代に聴いた流行歌「丘を越えて」に触発され、作詞家を志すようになった。1935年に単身上京、印刷会社に就職し、合間を縫って自作の歌詞をレコード会社に売り込んだ。1937年に書いた「かわいい魚屋さん」が山口保治の作曲を得て翌1938年にレコード化され、初のヒットとなった。その後音楽新聞社の記者を務めながら作詞を続ける。1946年には海沼實の依頼で創作した「みかんの花咲く丘」が空前の大ヒット、1949年にコロムビアと専属契約を結ぶ。1957年にキングレコードに移籍後は、子供向けテレビ番組の主題歌「隠密剣士の歌」「快傑ハリマオ」などがヒットした。もともとは童謡や主題歌より歌謡曲の作詞家を志望しており、実際にいくつか歌謡曲の作詞も手掛けているが、そちらではなかなかヒットに恵まれなかった。『音楽文化新聞』『ミュージック・ライフ』の編集長、日本大衆音楽協会理事長も務めた。
1984年には及川三千代とのデュエット曲「夫婦街道」で演歌歌手デビューも果たした。

## 主な作品
- かわいい魚屋さん（1937年）曲：山口保治、歌：奈良原馥
- みかんの花咲く丘（1946年）曲：海沼實、歌：川田正子
- やさしい和尚さん（『第1回日本レコード大賞』童謡賞受賞）（1959年）曲：八洲秀章、歌：石井亀次郎・キングほおずき会
- 豹の眼（『豹の眼』主題歌）（1959年）曲：小川寛興、歌：三船浩
- 快傑ハリマオの歌（『快傑ハリマオ』主題歌）（1960年）曲：小川寛興、歌：三橋美智也
- 笛吹童子（『笛吹童子』主題歌）（1960年）曲：小澤秀夫
- 隠密剣士の歌（『隠密剣士』主題歌）（1962年）曲：小川寛興、唄：ひばり児童合唱団・キング児童合唱団
- 銀河プレリュード（1981年）曲：松山祐士、歌：子門真人
- 火の玉ロック（1981年）曲：角田圭伊悟、歌：子門真人
- よろこびの旗（1982年）曲：小山内たけとも、歌：子門真人
- ちびっこジャギー（1983年）曲：たかしまあきひこ、歌：子門真人

## 校歌
- 宇都宮市立平石北小学校 作曲:堀江貞一
- さくら市立上松山小学校 作曲:堀江貞一
- 新座市立栗原小学校 作曲:瀬下健二
- 深谷市立深谷小学校 作曲:百瀬三郎
- 流山市立南流山小学校 作曲:柴田良一
- 神津島村立神津小学校 作曲:八洲秀章
- 杉並区立杉並第六小学校 作曲:武石とも子
- 新島村立式根島小学校 作曲:八洲秀章
- 鎌倉市立第二中学校 作曲:八洲秀章
- 平塚市立大原小学校 作曲:金丸幸一
- 横浜市立三保小学校 作曲:平岡照章
- 富士市立大淵中学校 作曲:八洲秀章
- 富士市立岳陽中学校 作曲:渡邊浦人
- 豊川市立西部中学校 作曲:山口保治

補作詞
- 鎌ヶ谷市立第三中学校 作詞:荒井輝雄、作曲:宮田東峰
- 杉並区立井草中学校 作詞:遠藤実、作曲:佐藤有弘